# Talbot Tagora
Der Talbot Tagora ist ein Fahrzeug der oberen Mittelklasse, das von Mitte 1980 bis Frühjahr 1983 produziert wurde.
Die ursprüngliche Konzeption ging auf Chrysler Europe zurück; nach der Übernahme der europäischen Chrysler-Filialen durch den PSA-Konzern erfolgte die Produktion allerdings unter der zu PSA gehörenden Marke Talbot.

## Hintergrund
Der amerikanische Automobilhersteller Chrysler war in Europa mit zwei unterschiedlichen Unternehmen vertreten: In Großbritannien führte Chrysler seit 1967 die ehemalige Rootes-Gruppe unter eigenem Namen fort, auf dem Kontinent hingegen war Chrysler ab 1971 mit der französischen Marke Simca auf dem Markt. Chrysler bot in Großbritannien und in Frankreich jeweils eigenständige Modellreihen an, die keine technische Verwandtschaft miteinander hatten.
Schon beim Simca 1610 versuchte Chrysler erstmals auf beiden Märkten einen Bereich mit einem einheitlichen Modell zu bedienen, blieb jedoch erfolglos. Erst mit dem Nachfolgeprojekt C6 und den daraus hervorgegangenen Modellen Simca 1307, 1510 und Solara konnte sich die Marke erfolgreich in der Mittelklasse platzieren.
Mit dem Projekt C9 versuchte man nach gleichem Muster den Einstieg in die obere Mittelklasse. Mit diesem Fahrzeug wollte Chrysler gegen Modelle wie den Citroën CX, Peugeot 604, Renault 30, Ford Granada, Audi 100 oder Rover SD1 antreten. Geplant war eine jährliche Produktion von 60.000 Fahrzeugen.

## Entwicklung
Unter dem Projektnamen C9 begann im Jahr 1977 die Konstruktion im britischen Designzentrum Whitley, während Simca in Poissy für die technische Entwicklung zuständig war. Zum Zeitpunkt der Übernahme Chrysler Europas durch PSA war die Entwicklung des Tagora weitgehend abgeschlossen. Damit war es aus Sicht der PSA-Manager ausgeschlossen, das Projekt zu stoppen, daher wurde die Serienproduktion vorbereitet. Um Kosten zu sparen, wurden kurz vor der Markteinführung noch diverse Technikteile durch Baugruppen von Peugeot ersetzt. So stammt die Vorderachse vom 604 und das Getriebe aus dem 504. Vom 505 verwendete Talbot die Hinterachse, die jedoch eine im Verhältnis zur Karosserie reduzierte Spurweite hat.
Konzernintern wurde der Tagora zwischen dem Citroën CX und dem Peugeot 604 positioniert.
Die Produktion startete Mitte 1980 mit einer Vorserie, die Serienfertigung erfolgte ab Frühjahr 1981. Der Talbot Tagora wurde ausschließlich im französischen Werk Poissy produziert.

## Modellgeschichte
Im Oktober 1980 wurde der Tagora auf dem Pariser Autosalon als Spitzenmodell der wiederbelebten Marke Talbot vorgestellt. Zunächst gab es nur den 2,2 Liter großen Vierzylinder-Ottomotor mit 115 PS aus der Verbindung mit Chrysler-Simca in den Ausstattungslinien GL und GLS mit Vier- (GL) oder Fünfgang-Schaltgetriebe (GLS und SX). Ab Mitte 1981 war auf Wunsch das bereits im Peugeot 504 verwendete Automatikgetriebe von ZF erhältlich.
Nach der Übernahme durch PSA stand auch ein großer Motor zur Verfügung, sodass ab August 1981 zusätzlich die Topausstattung SX mit Sechszylinder-Ottomotor aus der gemeinsamen Entwicklung von Peugeot, Renault und Volvo (PRV-Motor) mit 2,7 Litern Hubraum angeboten wurde. Dessen Leistung wurde von Talbot durch den Einsatz zweier Weber-Dreifachvergaser, schärferen Nockenwellen, Mahlekolben und Venturiventilen von 100 kW (136 PS) auf 122 kW (166 PS) gesteigert. Damit war der Tagora SX damals das leistungsfähigste französische Serienfahrzeug. Das von 206 N·m (DIN) auf 234 N·m (DIN) gesteigerte Drehmoment erlaubte eine Beschleunigung von 0 auf 100 km/h in weniger als 8 Sekunden und eine Höchstgeschwindigkeit von knapp 200 km/h.
Gleichzeitig mit dem Modell SX wurde auch die neue Linie DT eingeführt, die mit einem 2,3 Liter großen und 59 kW (80 PS) starken aufgeladenen Dieselmotor aus dem Peugeot 604 ausgestattet war.
Der Talbot Tagora war für damalige Verhältnisse modern und mit sehr viel Elektronik ausgestattet. Außer einer elektronischen Zündung gab es eine Überwachung der Öl- und Wasserstände, der Beleuchtung und der Bremsbeläge. Als Sonderausstattung wurde ein „Reisedatencomputer“ (serienmäßig beim SX) angeboten, der unter anderem den Durchschnittsverbrauch und die gefahrene Geschwindigkeit anzeigt. Für Fahrzeuge mit Automatikgetriebe war ein Tempomat erhältlich.
Trotz all dieser Maßnahmen erfüllte der Tagora nicht die Erwartungen, sodass die Produktion bereits im Frühjahr 1983 nach insgesamt 20.133 produzierten Exemplaren eingestellt werden musste. Das Fahrzeug war somit ein kommerzieller Misserfolg. In Deutschland konnten nur 3.274 Fahrzeuge abgesetzt werden.
Heute ist der Tagora bis auf ein paar wenige Exemplare verschwunden.

## Sonderanfertigungen und Prototypen

### Tagora Presidence
Im Herbst 1981 wurde im Talbot Design-Zentrum im britischen Whitley der Prototyp einer Luxusversion als Tagora Presidence vorgestellt. Dieses Fahrzeug wurde durch die Designerin Sunny Atri entworfen und sollte zeigen, zu welcher technologischen Leistung Talbot in der Lage ist. Für dieses Modell sollten Regierungen und Wirtschaftsführer als Kunden gewonnen werden.
Äußerlich unterschied sich das auf dem SX basierende Modell lediglich durch andere Alufelgen und dunklere Rückleuchten von den sonstigen Versionen. Die Innenausstattung wies Sitze aus feinstem Conolly-Leder mit passendem Kofferset sowie Messingeinlagen in der Mittelkonsole auf. Zur technischen Ausstattung gehörten unter anderem ein Telefon, ein Farbfernseher mit Videotext, ein Videorekorder, ein Diktiergerät und ein 100-W-Audiosystem.
Zur Serienfertigung kam es jedoch nicht, womit der Presidence ein Einzelstück blieb. Es befindet sich heute in der Sammlung der CAAPY (Collection de l’Aventure Automobile à Poissy).

### Tagora Taxi
Im Herbst 1982 stellte Talbot in Paris eine Taxiausführung des Tagora DT vor. Das Taxi hat eine Innenausstattung mit höhenverstellbaren Vordersitzen und hinteren Kopfstützen sowie die chromverzierten Stoßstangen des SX.
Eine Anfang 1983 getätigte Bestellung von über 5000 Einheiten für Paris wurde von PSA nicht mehr entgegengenommen.

### Sondermodell für die britische Polizei
Ende Oktober 1982 beschloss die Marketingabteilung PSAs die Einführung eines Sondermodells, das nur für die britische Polizei gedacht war. Basierend auf der Linie SX wurden diese Fahrzeuge mit Sitzen und Innenverkleidungen aus Vinyl ausgestattet. Die TRX-Reifen behielt man bei, jedoch kamen sie auf Stahl- statt auf Aluminiumräder. Der Bordcomputer und die Scheinwerferwaschanlage entfielen, zusätzliche Nebelscheinwerfer standen im Angebot.
Obwohl ein Bedarf von 100 Stück erwartet wurde, wurden im Frühjahr 1983 lediglich drei Fahrzeuge an die Polizeibehörden in Cumbria, Northumbria und West Yorkshire ausgeliefert.

### Prototypen von Heuliez
Ebenfalls im Jahr 1982 präsentierte der französische Designer und Karosseriebauer Heuliez zwei auf dem Tagora basierende Fahrzeuge:
- einen Prototyp eines als Nachfolger des Peugeot 604 gedachten Tagora mit einer neuen und weniger kantigen Frontpartie mit Peugeot-Löwen im Kühlergrill

- den Entwurf einer Kombiversion des Tagora.

Für beide Vorschläge zeigte PSA kein Interesse mehr, da zu diesem Zeitpunkt das Ende der Marke schon absehbar war.

### Neuer PRV-Motor für das Modelljahr 1984
Für das Modelljahr 1984 sollte die Ausstattungslinie SX mit dem neuen 2,8 Liter großen PRV-Motor (Typ ZNJK) ausgerüstet werden. Die Bestückung mit den beiden Weber-Dreifachvergasern wurde beibehalten, was zu einer Leistung von 136 kW (185 PS) führte. Die Ausstattung mit Automatikgetriebe und Tempomat war serienmäßig vorgesehen.
Es wurden 10 Prototypen des neuen Motors gefertigt und nach dem Beschluss, die Produktion des Tagora einzustellen, in Serienfahrzeugen des Modelljahres 1983 ausgeliefert, ohne die Kunden zu informieren. Einige Exemplare dieser Fahrzeuge sind bis heute erhalten und in Sammlerhand.

## Einsatz als Rennwagen

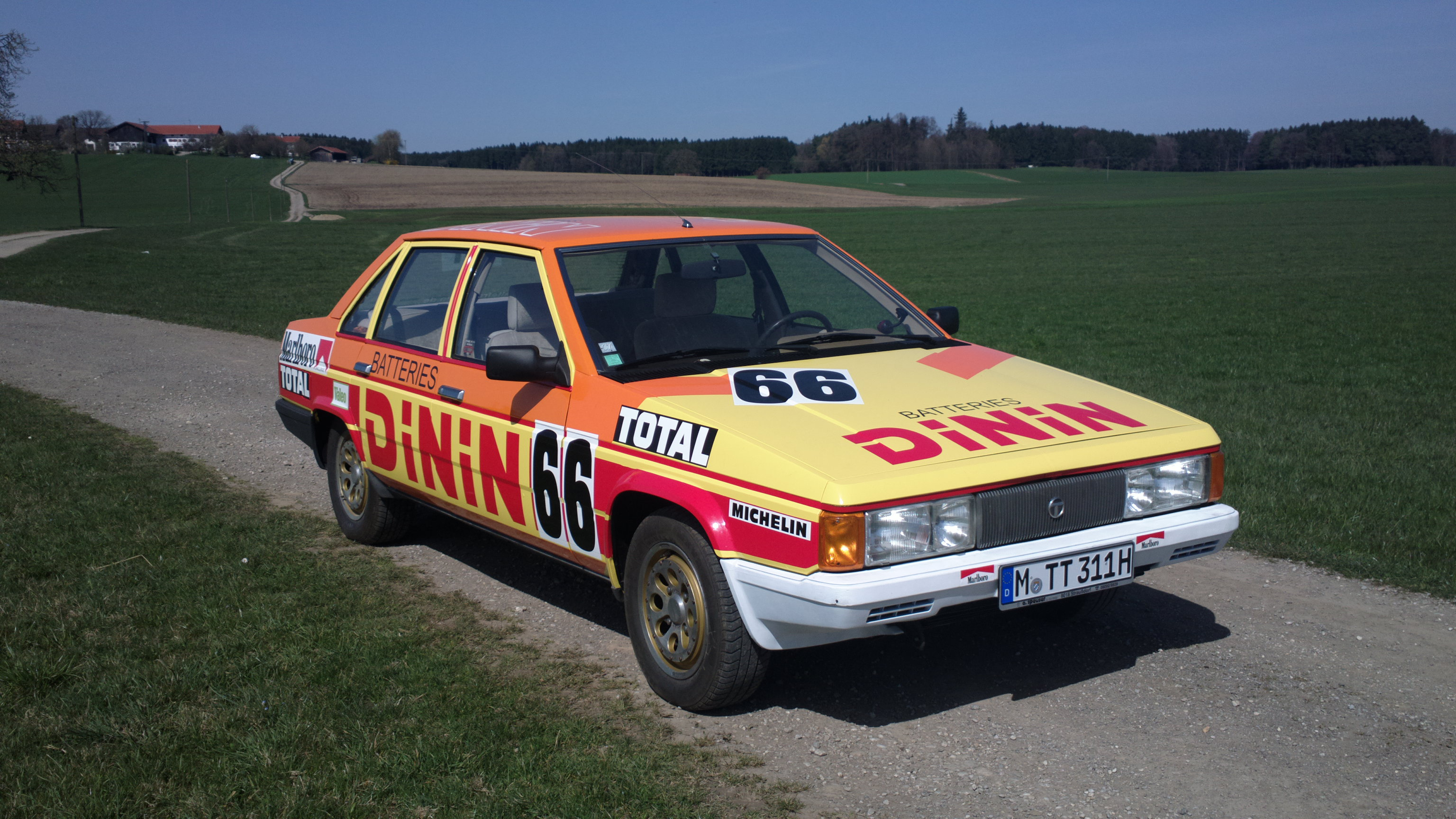
Talbot Tagora Superproduction (Replik)

1982 kam ein Tagora GLS in der damals sehr populären französischen Rennserie Superproduction zum Einsatz. Hauptsponsor war der Batteriehersteller Dinin sowie die Firmen Total und Marlboro. Für den Antrieb kam ein von der Tuningfirma Danielson modifizierter 2,2 Liter-Motor mit 154 kW (210 PS) zum Einsatz. Als Pilot war ursprünglich der ehemalige Formel-1-Rennfahrer Jean-Pierre Beltoise angekündigt worden. Die Renneinsätze wurden dann jedoch von Formel-1-Fahrer und Markenweltmeister Jean-Louis Schlesser sowie den Le-Mans-Piloten Alain Couderc und Jean-Louis Bousquet gefahren.
Der Tagora war wenig erfolgreich: 1982 kam es nicht zu einer Platzierung. In der Saison 1983 wurde das Triebwerk durch den Sechszylinder-PRV-Motor aus dem Tagora SX ersetzt, wiederum von Danielson modifiziert und nun mit einer Leistung von 200 kW (275 PS).
Erst 1984 absolvierte ein Tagora ein komplettes Rennen. Jean-Claude Lompech fuhr in Montlhéry als erster ins Ziel, wurde wegen zu frühem Start jedoch nachträglich auf Platz sechs zurückgestuft. Im selben Jahr gab es für Lompech noch einen vierten Platz in Rouen und Jean-Luc Baudet erreichte in Magny-Cours den 13. Platz, womit dann die Rennkarriere des Tagora beendet war.
Keines der Rennfahrzeuge blieb erhalten. Es existiert jedoch eine detailgetreue Replik des 1982 eingesetzten Fahrzeugs.

## Ausstattungen und Motoren
Der Tagora war in vier Ausstattungslinien und mit drei verschiedenen Motoren erhältlich:
- GL: 2,2-Liter-Vierzylindermotor mit 85 kW (115 PS)
- GLS: 2,2-Liter-Vierzylindermotor mit 85 kW (115 PS)
- SX: 2,7-Liter-V-Sechszylinder mit 122 kW (166 PS)
- DT: 2,3-Liter-Turbodiesel mit 59 kW (80 PS)

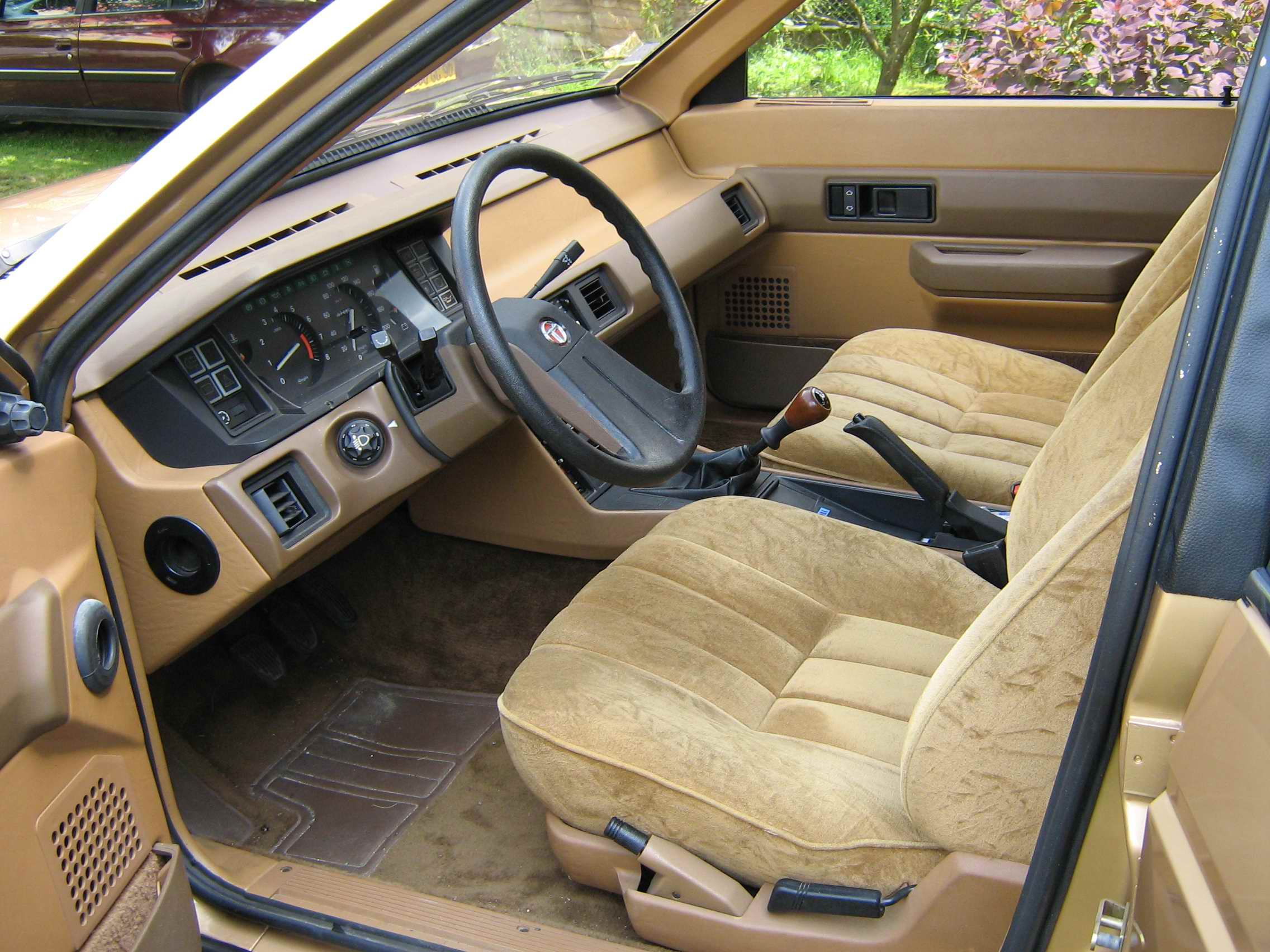
Innenraum des Tagora SX
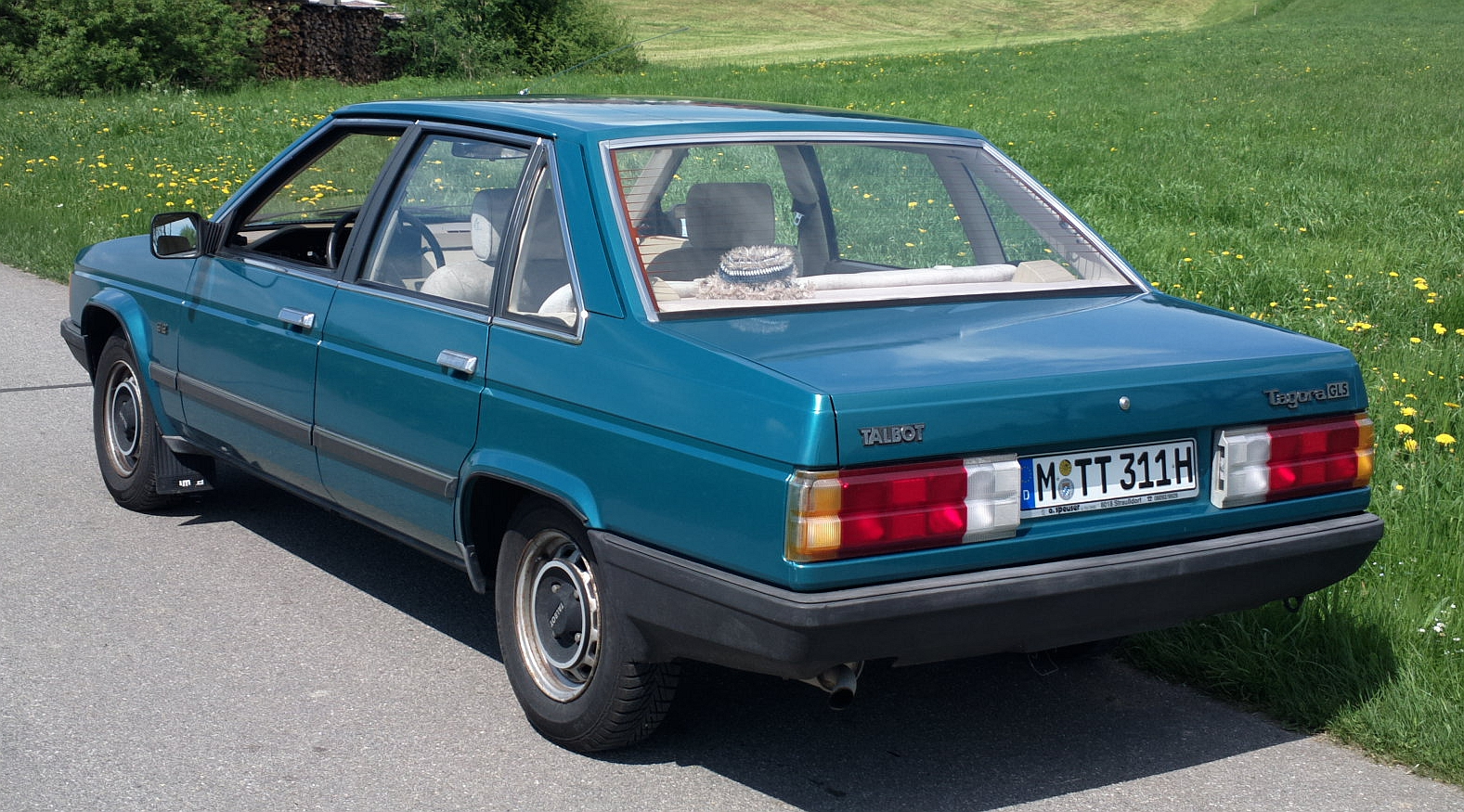
Talbot Tagora GLS
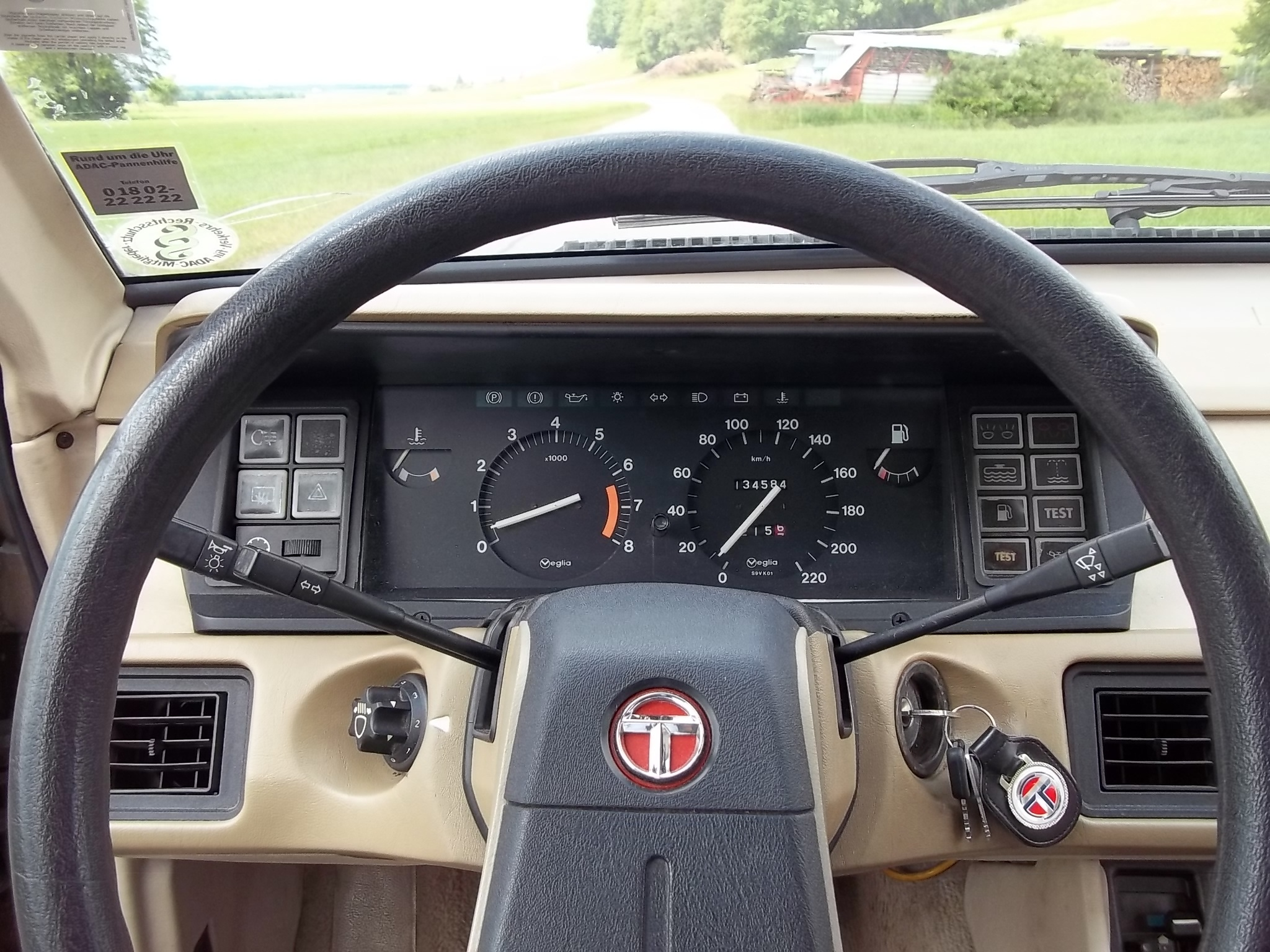
Armaturenbrett des Tagora GLS
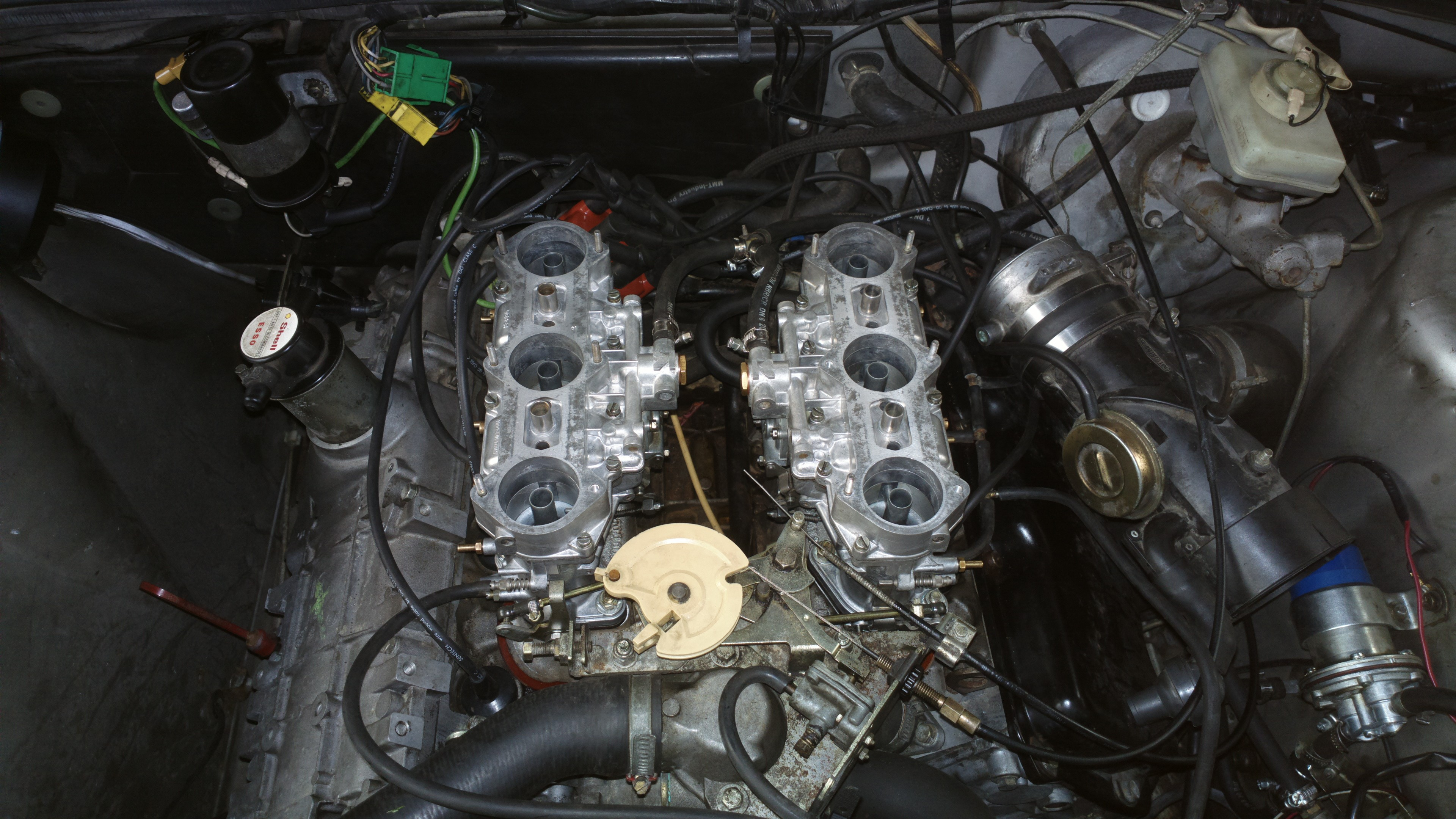
Der gemeinsam von Peugeot, Renault und Volvo entwickelte Sechszylinder-Motor (PRV) des Tagora SX
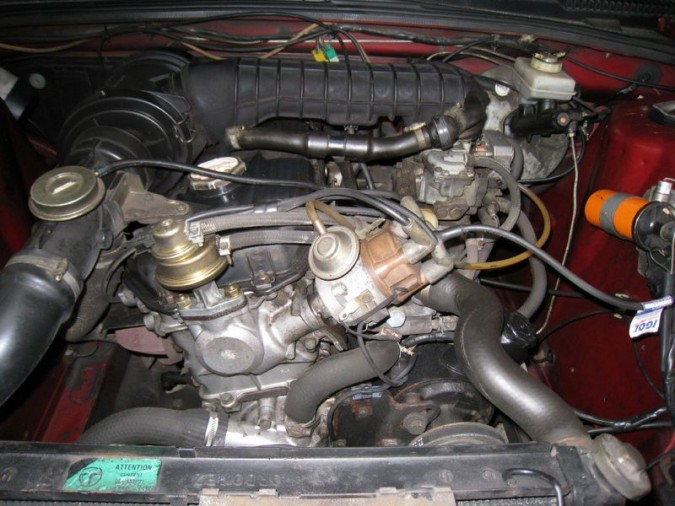
Der 2,2 l große Vierzylinder-Simca-Motor war nur für die Linien GL und GLS verfügbar.

## Modellübersicht
| Modell                                                                                              | GL | GLS | SX | DT |
| --------------------------------------------------------------------------------------------------- | --- | --- | --- | --- |
| Bauzeit                                                                                             | 1980–1982 | 1980–1983 | 1981–1983                                                                                                   | 1981–1983 |
| Motor                                                                                               | Typ 9N2 Otto Vierzylinder-Viertakt-Reihenmotor eine obenliegende Nockenwelle Grauguss mit Aluminiumzylinderkopf | Typ 9N2 Otto Vierzylinder-Viertakt-Reihenmotor eine obenliegende Nockenwelle Grauguss mit Aluminiumzylinderkopf | Typ 9L6 Otto V6-Motor aus Aluminium 90° Zylinderbankwinkel kettengetriebenen mit obenliegenden Nockenwellen | Typ 9U8-4 Diesel Vierzylinder-Viertakt-Reihenmotor eine seitliche kettengetriebene Nockenwelle Turbolader Garrett Grauguss mit Aluminiumzylinderkopf |
| Hubraum                                                                                             | 2155 cm³ | 2155 cm³ | 2664 cm³ | 2304 cm³ |
| Bohrung × Hub                                                                                       | 91,7 mm × 81,6 mm                                                                                               | 91,7 mm × 81,6 mm                                                                                               | 88 mm × 73 mm                                                                                               | 94 mm × 83 mm |
| Gemischaufbereitung                                                                                 | 1 × Doppelvergaser Solex 32-35 TMIMA                                                                            | 1 × Doppelvergaser Solex 32-35 TMIMA                                                                            | 2 × Dreifachvergaser Weber 40IT                                                                             | Einspritzpumpe Bosch VE4 |
| Zündanlage                                                                                          | Elektronisch, Bosch oder Ducellier                                                                              | Elektronisch, Bosch oder Ducellier                                                                              | Elektronisch, Bosch                                                                                         | Prinzipbedingte Selbstzündung |
| Verdichtung                                                                                         | 9,45:1 | 9,45:1 | 9,5:1 | 21:1 |
| Leistung kW (PS) bei 1/min                                                                          | 85 (115) bei 5400                                                                                               | 85 (115) bei 5400                                                                                               | 121 (165) bei 6000                                                                                          | 59 (80) bei 4150 |
| Drehmoment Nm bei 1/min                                                                             | 180 bei 3200 | 180 bei 3200 | 230 bei 4200                                                                                                | 180 bei 2000 |
| Antrieb                                                                                             | Hinterradantrieb über Kardanwelle, vollsynchronisiertes Viergang-Getriebe, optional Fünfgang-Getriebe           | Hinterradantrieb über Kardanwelle, vollsynchronisiertes Fünfgang-Getriebe, optional Dreigang-Automatikgetriebe  | Hinterradantrieb über Kardanwelle, vollsynchronisiertes Fünfgang-Getriebe                                   | Hinterradantrieb über Kardanwelle, vollsynchronisiertes Fünfgang-Getriebe, optional Dreigang-Automatikgetriebe                                       |
| Fahrwerk                                                                                            | Einzelradaufhängung, vorn: Querlenker mit MacPherson-Federbeinen, hinten Schräglenker                           | Einzelradaufhängung, vorn: Querlenker mit MacPherson-Federbeinen, hinten Schräglenker, Servolenkung             | Einzelradaufhängung, vorn: Querlenker mit MacPherson-Federbeinen, hinten Schräglenker, Servolenkung         | Einzelradaufhängung, vorn: Querlenker mit MacPherson-Federbeinen, hinten Schräglenker, Servolenkung                                                  |
| Räder                                                                                               | Stahl 14 Zoll, Bereifung 175SR14                                                                                | Stahl 14 Zoll, Bereifung 175SR14                                                                                | Aluminium metrisch 365 mm, Bereifung 210/65TR365 (Michelin TRX)                                             | Stahl 14 Zoll, Bereifung 175SR14 |
| Bremsen                                                                                             | Hydraulisches Zweikreisbremssystem. Scheibenbremsen vorne, Trommelbremsen hinten                                | Hydraulisches Zweikreisbremssystem. Scheibenbremsen vorne, Trommelbremsen hinten                                | Hydraulisches Zweikreisbremssystem. Belüftete Scheibenbremsen vorne, Scheibenbremsen hinten                 | Hydraulisches Zweikreisbremssystem. Scheibenbremsen vorne, Trommelbremsen hinten                                                                     |
| Leergewicht                                                                                         | 1265 kg | 1265 kg | 1345 kg | 1365 kg |
| Maße L × B × H                                                                                      | 4,63 m × 1,81 m × 1,44 m                                                                                        | 4,63 m × 1,81 m × 1,44 m                                                                                        | 4,63 m × 1,81 m × 1,44 m                                                                                    | 4,63 m × 1,81 m × 1,44 m |
| Spurweite                                                                                           | vorne: 1,51 m / hinten: 1,47 m                                                                                  | vorne: 1,51 m / hinten: 1,47 m                                                                                  | vorne: 1,51 m / hinten: 1,47 m                                                                              | vorne: 1,51 m / hinten: 1,47 m |
| Radstand                                                                                            | 2,81 m | 2,81 m | 2,81 m | 2,81 m |
| Wendekreis                                                                                          | 11,3 m | 11,3 m | 11,3 m | 11,3 m |
| Höchstgeschwindigkeit                                                                               | 169 km/h | 169 km/h | 195 km/h | 154 km/h |
| Verbrauch in Liter auf 100 km bei 90 km/h / 120 km/h / Stadtverkehr                                 | 7,4 / 9,9 / 12,8                                                                                                | 7,1 / 9,6 / 12,8 (Autom. 8,5 / 11 / 16)                                                                         | 8,5 / 11,3 / 16                                                                                             | 6,3 / 8,7 / 8,9 |
| Quelle technische Daten: Revue Technique Automobile, Fiche technique Tagora GL,GLS,SX,DT; ETAI 1984 | | | | |